# Школьников, Николай Иосифович
Николай Иосифович Школьников (15 мая 1928, Олевск, Житомирская область, Украинская ССР, СССР — 28 сентября 1970, Новосибирск, РСФСР, СССР) — советский инженер-электромеханик. Лауреат Государственной премии СССР (1967).

## Биография
Окончил Томский политехнический институт (1951). Инженер, старший инженер, главный конструктор, главный инженер, с 1969 года — директор Новосибирского завода тяжелого электромашиностроения (Сибэлектротяжмаш).
Умер от инфаркта на 43-м году жизни. Похоронен на Заельцовское кладбище Новосибирска (квартал 67).

## Награды и премии
В 1967 году Школьникову присуждена Государственная премия СССР за участие в создании гидрогенераторов для Братской ГЭС.
- Орден «Знак Почёта» (1962) — за разработку асинхронных трехфазных электродвигателей до 3200 кВт.
- Золотая медаль ВДНХ (1963) — за освоение крупных электрических машин серии СДИ, СД.
- Орден «Знак Почёта» (1966) — за внедрение передовых технологий в производство новых электрических машин.